# Bongdam-eup
Bongdam-eup (hangul: 봉담읍, hanja: 峰潭邑) är en köping i den nordvästra delen av Sydkorea,  40 km sydväst om huvudstaden Seoul. Den ligger i kommunen Hwaseong i provinsen Gyeonggi.